# Gustav von Carisien
Gustav von Carisien (* 28. Dezember 1786 in Berlin; † 18. September 1861 ebenda) war preußischer Generalmajor und zuletzt Chef des Generalstabs des III. Armeekorps.

## Leben
Seine Eltern waren der schwedische Regierungsrat und Botschafter Christoph Ehrenfried von Carisien und dessen Ehefrau Wilhelmine Justine Elisabeth Weißbed. Er studierte 1804 an der Universität Göttingen und setzte seine Studien ab 1807 an der schwedischen Universität Uppsala fort. Noch während der Napoleonischen Kriege trat er 1809 zunächst in österreichische Dienste. 1811 wechselte er als Leutnant in spanische Dienste. Während des Krieges in Spanien kämpfte er bei den Belagerungen von Valencia und Cádiz sowie bei den Schlachten bei La Albuera, Murviedro, Valencia, Garriga. Für seine Leistungen im Gefecht bei Mistate erhielt er das spanische Ehrenkreuz. Er wurde 1813 spanischer Hauptmann, nahm aber 1814 seine Abschied.
Er ging in preußische Dienste und wurde am 11. August 1815 Premier-Lieutenant im 28. Infanterie-Regiment. 1816 wurde er zum mobilen Armeekommando nach Frankreich abkommandiert. Am 6. April 1818 wurde er zum Dienstleistung zum Gouvernement von Luxemburg abgeordnet. Am 16. Januar 1819 wurde er zum Hauptmann befördert und am, 24. Oktober 1819 zum Generalstab kommandiert. Am 30. März 1821 kam er dann in den Generalstab des Gouvernements Luxemburg. Am 18. Juni 1825 wurde er zur Dienstleistung in das 29. Infanterie-Regiment kommandiert, aber schon am 11. November 1825 wurde er zum Gouvernement Luxemburg zurück versetzt. Am 5. April 1830 kam er dann in den Generalstab des VIII. Armeekorps. Am 30. März 1838 wurde er zum Chef des Kriegstheaters im Großen Generalstab ernannt. Am 25. September 1841 wurde er zum Oberstleutnant befördert und am 16. September 1842 kam er als Chef in den Generalstab des III. Armeekorps. Dort wurde er am 30. März 1844 Oberst aber am 9. März 1848 als Kommandant nach Danzig versetzt. Am 20. März 1848 wurde er in den Generalstab aggregiert, am 21. Juli 1849 erhielt er seinen Abschied als Generalmajor mit Pension. Er starb am 18. September 1861 in Berlin. Am 21. September 1861 wurde er auf dem alten Garnisonfriedhof in der Linienstrasse beigesetzt.
In seiner Beurteilung vom Jahr 31. Dezember 1847 schrieb der General Krauseneck: Im allgemeinen wissenschaftlich umfassend, besonders für seinen Beruf recht gründlich gebildet. Fähig von den Resultaten seiner Studien und Erfahrungen einen angemessenen Gebrauch zu machen. Er nimmt mit großer Sorgfalt die Obliegenheiten seiner dienstlichen Stellung wahr. Bei Beseitigung aller ihm erteilten Aufträge, besonders bei einer Dienstreise durch Schweden, Norwegen und Dänemark, hat er seine militärische Bildung und Brauchbarkeit auf eine sehr befriedigende Weise an den Tag gelegt. Für eine höhere Stellung wohl geeignet, doch ist seine Gesundheit nicht fest, und sein Zustand erfordert bisweilen eine besondere Schonung. Der kommandierende General hält ihn zu jeder Beförderung geeignet, die sich mit seiner Gesundheit verträgt.

## Familie
Er heiratete am 29. Oktober 1823 in Luxemburg Susanne Marchand (* 1800; † 15. März 1833). Das Paar hatte einen Sohn:
- Ernst (* 1826; † 1859), Staatsanwalt[2] ⚭ 1853 Albertina von Vincke (* 8. Dezember 1833; † 1907)[3]

Nach ihrem Tod heiratete er am 18. August 1837 in Berlin Friederike Mathilde Schmaltz, eine Tochter des Konsistorialrats Theodor Schmaltz. Das Paar hatte mehrere Kinder:
- Elisabeth August Mathilde (* 2. August 1838; † 28. Dezember 1861)
- Hedwig Emilie Mathilde (* 2. August 1838; † nach 1875)
- Otto Theodor Ehrenfried (* 23. Oktober 1839)
- Rudolf Hermann Ehrenfried (* 27. Oktober 1840; † 5. Juli 1842)
- Bernhard Karl Ehrenfried (* 27. März 1846; † 17. Dezember 1875) ⚭ 16. Oktober 1875 Antoniette Caroline Lucia Marie Cordelie von Wintzingerode (* 6. Mai 1853)[4]